# Flughafen Pulkowo

i7
i11
i13
Der  Flughafen Pulkowo (russisch Аэропо́рт Пу́лково/ Aeroport Pulkowo; IATA-Code: LED, ICAO-Code: ULLI) liegt etwa 14 Kilometer südlich vom Zentrum von Sankt Petersburg und ist nach dem Stadtteil Pulkowo (Пулково) benannt. Der Flughafen ist mit rund 16,1 Millionen Fluggästen im Jahr 2017 der viertgrößte Russlands. Von 1924 bis 1991 hieß die Stadt Leningrad, daher auch der IATA-Code LED.

## Lage und Verkehrsanbindung
Der Flughafen liegt an der Pulkowoer Chaussee, die, verlängert über den Moskowski-Prospekt, bis ins Zentrum der Stadt führt. Im Jahr 2007 wurde der Petersburger Autobahnring KAD an die Pulkowoer Chaussee angeschlossen, an der etwa einen Kilometer südlich auch die Zufahrt zum Flughafen liegt. Damit ist eine Umfahrung des Stadtzentrums möglich, um in den nördlichen Teil Petersburgs zu kommen.
Neben Linienbussen und Marschrutki bindet ein Expressbus den Flughafen an die Metro (U-Bahn) und zentrale Punkte im Stadtzentrum an.
Der Flughafen liegt geologisch (wie die ganze Stadt St. Petersburg) auf ehemaligen Meeresboden. Die frühere Küstenlinie bilden die Pulkower Höhen, etwa 4 km südlich des Flughafens. Auf dem Pulkowo-Hügel und meist gut im Anflug zu sehen, steht das Pulkowo-Observatorium (englisch: Pulkovo Space Observatory, russisch: Пу́лковская астрономи́ческая обсервато́рия), das eine Sternwarte der Russischen Akademie der Wissenschaften ist.
Um die Jahre 2010 entstand im nahen Umfeld des Flughafens, besonders um das internationale Terminal Pulkowo-2 ein Geschäftspark mit mehreren Bürogebäuden. In der weiteren Umgebung haben sich viele Einkaufs- und Unterhaltungszentren angesiedelt. Eines dieser Zentren heißt in Anlehnung an die Flughafenterminals „Pulkowo III“.
Kritisiert wird die Verkehrsanbindung an das neue Terminal 1. Im Bereich des Öffentlichen Nahverkehrs gibt es nach wie vor nur die Buslinie 39, die auch zuvor schon das alte Terminal I anfuhr. Die Anfahrt mit dem Auto ist aufgrund unzureichender Parkplätze schwierig und oft zeitaufwändig. Die zur Fußball-WM 2018 beschlossene Straßenbahnanbindung wurde bisher nicht realisiert, sodass der Flughafen weiterhin nur mit dem Buslinien 39 bzw. 39-Ex erreichbar ist.

## Geschichte

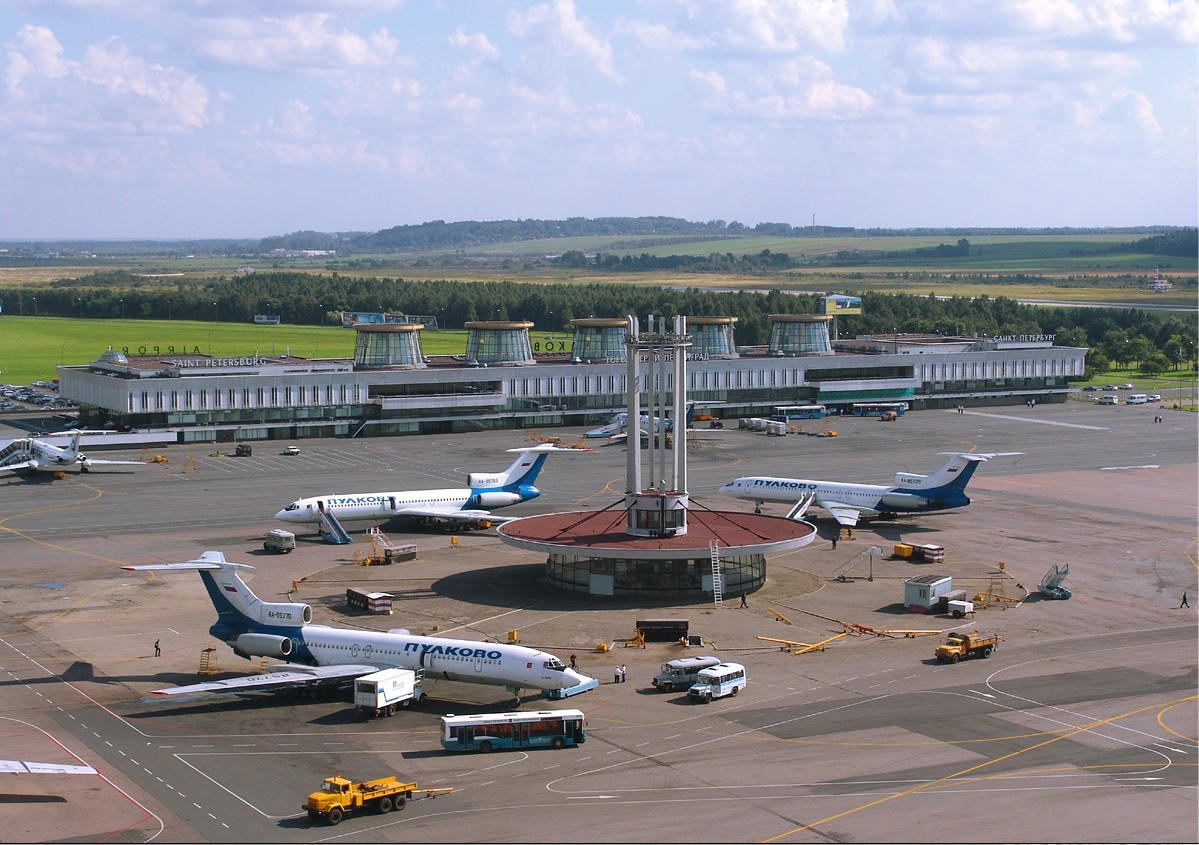
Altes Terminal Pulkowo I für nationale Flüge mit Satelliten-Terminals

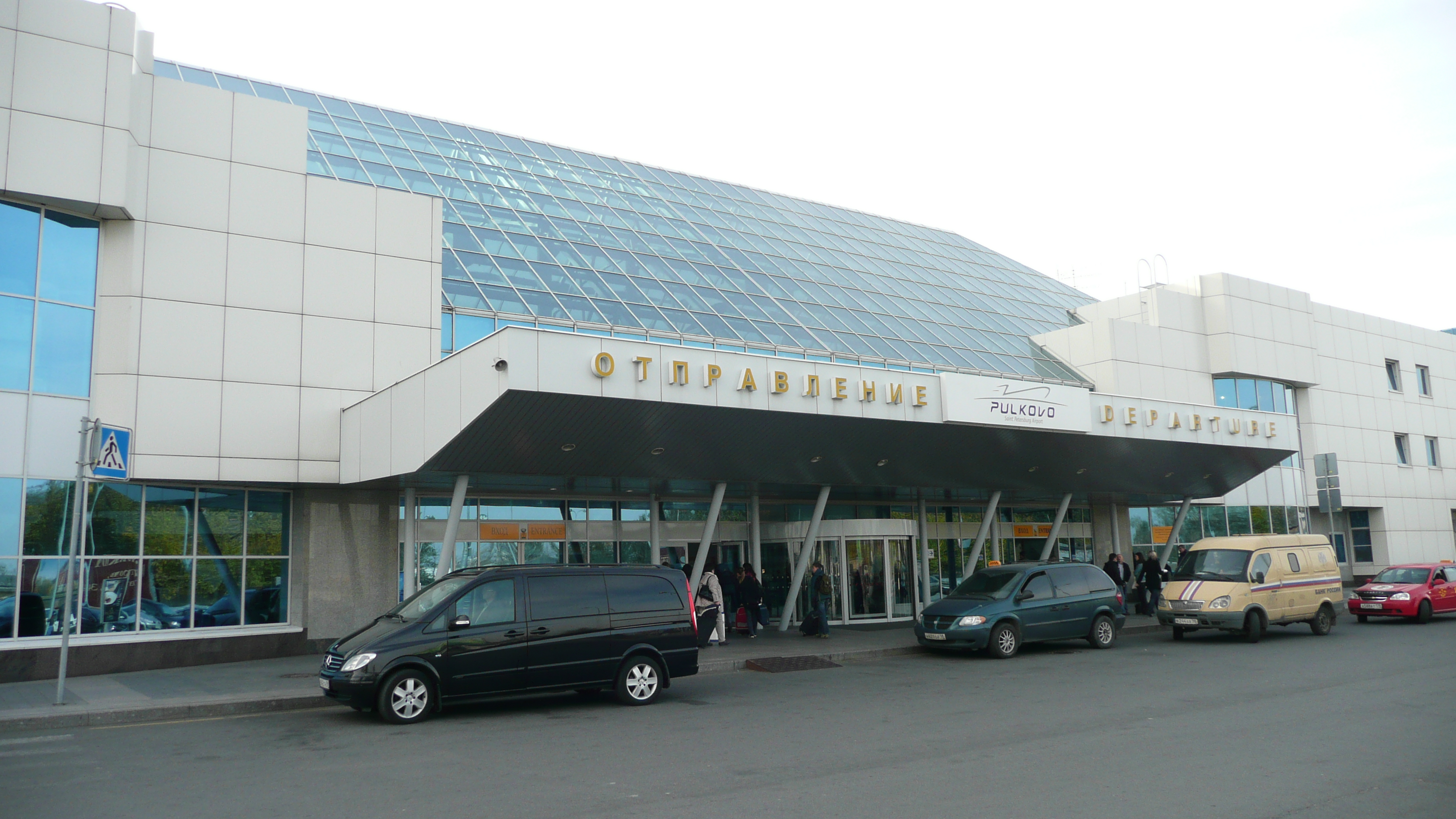
Altes Terminal Pulkowo II für internationale Flüge

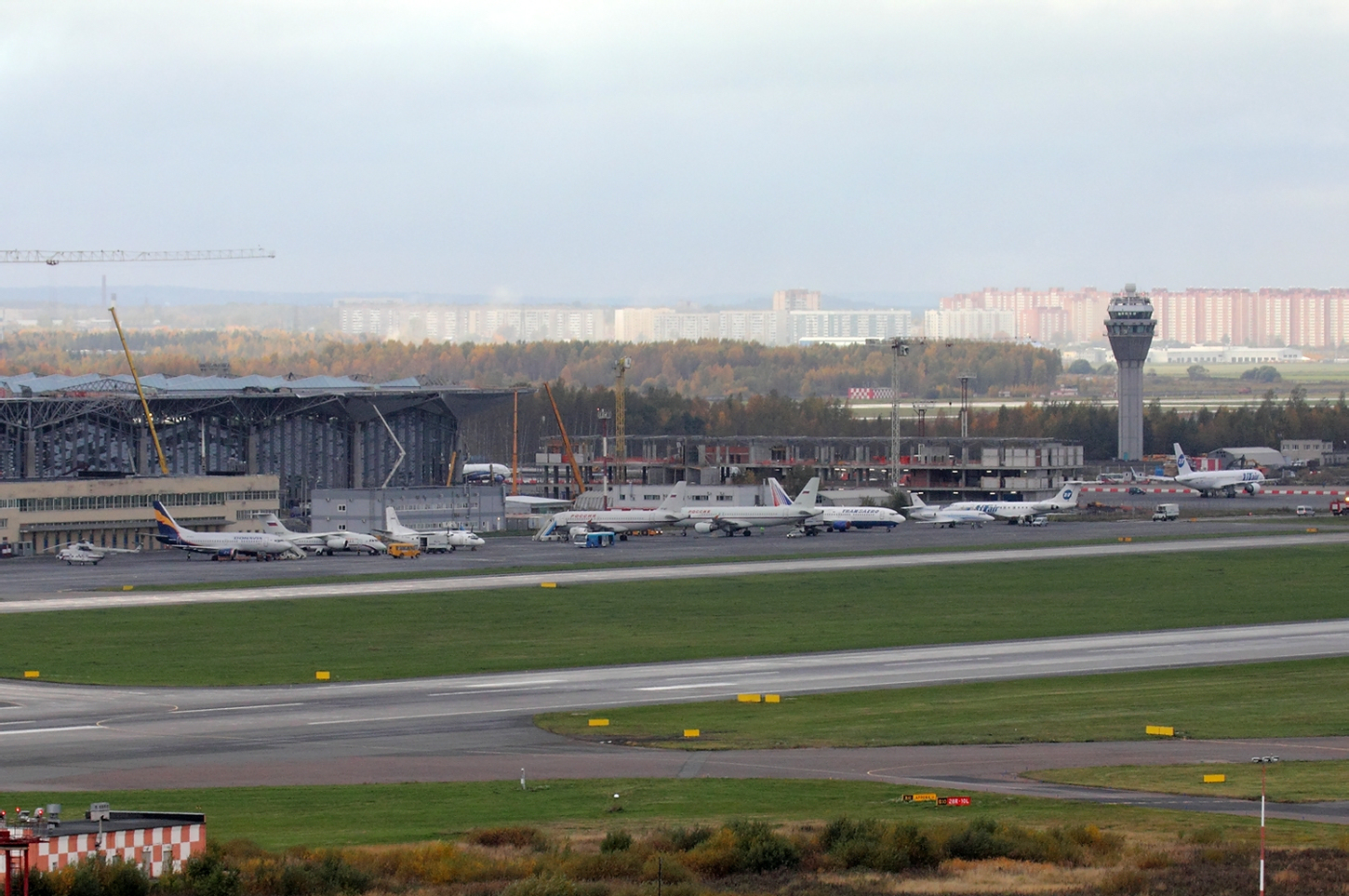
Der Rohbau des neuen Terminal 1

Der Bau des Petersburger (damals: Leningrader) Flughafens begann im Januar 1931. Ursprünglich hieß der Flughafen Schossejnaja (Шоссейная; deutsch Landstraße/Chaussee). Er wurde mit einem Flug aus Moskau eröffnet, der am 24. Juni 1932 nach zweieinhalb Stunden Flugzeit um 17:31 Uhr mit Passagieren und Fracht (Post) an Bord in St. Petersburg landete.
Im Jahre 1951 wurde der Flughafen um das heutige Terminal Pulkowo-2 (International) ausgebaut, das auch die Landung größerer Maschinen erlaubte.
Die Umbenennung in Flughafen Pulkowo im April 1973 wurde bei der Einweihung des zweiten Terminals (heute Pulkowo-1, Inlandsflüge) vollzogen. Das Terminal wurde durch eine großzügig angelegte drei Kilometer lange Zufahrt von der Schnellstraße Richtung Moskau ans Stadtzentrum angeschlossen. Es war schon sofort nach Fertigstellung überlastet, so dass die alte Planung, das Gebäude von 1951 abzureißen und sich auf die neuen Einrichtungen zu konzentrieren, nicht durchgeführt werden konnte.
Ein schwerer Flugunfall ereignete sich 1974.
Im Jahre 2003, zum 300-jährigen Stadtjubiläum wurde Pulkowo-2 durch eine neue erweiterte Empfangshalle ausgebaut.
Bis zum Jahr 2006 wurden der Flughafen Pulkowo und die Fluggesellschaft Pulkovo Airlines gemeinsam vom Unternehmen Pulkovo Aviation Enterprise betrieben. Auf Druck der Stadt St. Petersburg und der Regierung Russlands wurde diese Verknüpfung zum 27. Oktober 2006 gelöst. Die Fluggesellschaft fusionierte daraufhin mit der staatseigenen Fluglinie Rossija unter deren Namen. Der Sitz der Rossija wurde dabei von Moskau zum Flughafen Pulkowo verlegt. Im Sommer 2006 wurde die Start- und Landebahn 10L/28R für den wetterunabhängigen ILS-Verkehr ausgebaut. Sie ist die erste für den neuen Großraumjet Airbus A380 geeignete Piste in Russland.
Der Flughafen sollte nach ursprünglichen Planungen zu 50 Prozent in Besitz der Stadt St. Petersburg übergehen. Im Januar 2007 aber stimmte der damalige Präsident Putin der Bitte der Petersburger Gouverneurin Matwijenko zu, die Aktien der neu entstehenden Flughafen AG der Stadt komplett zu überlassen. Am 1. März 2007 wurde von der Flughafengesellschaft die offizielle Gründung der „OAO Aeroport Pulkovo“ (deutsch: Flughafen Pulkovo AG) bekanntgegeben.
Im Rahmen einer internationalen Ausschreibung wurde von Mai 2008 bis Juni 2009 durch die Stadt St. Petersburg ein neuer Flughafenbetreiber gesucht. Dabei setzte sich das Konsortium Northern Capital Gateway (Воздушные Ворота Северной Столицы) (NCG) durch. Seit dem 29. April 2010 betreibt die NCG den Flughafen in einem Public-Private-Partnership mit einer Vertragslaufzeit von 30 Jahren. Dabei werden neben Steuern auch eine Konzessionsabgabe in Höhe von 11,5 % p. a. auf die Umsätze an die Stadt Petersburg abgeführt. An der NCG sind die russische Bank VTB Capital zu 57,5 %, der deutsche Flughafenbetreiber Fraport zu 35,5 % und die griechische Copelouzos-Gruppe zu 7 % beteiligt. Der neue Betreiber rechnet mit Investitionen von 1,4 Mrd. Euro bis zum Jahr 2025. Diese werden unter anderem durch die Europäische Bank für Wiederaufbau und Entwicklung kreditfinanziert.
Im September 2006 legte die deutsche Hochtief Airport eine langfristige Planungsstudie vor, nach der der Flughafen bis 2025 für 320 Millionen Euro stark erweitert werden soll. Nach dieser Studie sollte Pulkowo-1 für den nationalen Flugverkehr modernisiert, ausgebaut und um ein neues internationales Terminal 3 erweitert werden, welches Pulkowo-2 auf der anderen Seite des Flughafens ersetzen soll. Durch die erheblich verkürzten Transferzeiten zwischen Inlands- und Auslandsflügen soll die Attraktivität, Kapazität und Leistungsfähigkeit des Flughafens verbessert werden, so dass die Passagierzahl von 7,1 Millionen auf 17,3 Millionen Fluggäste im Jahre 2025 gesteigert werden könnte. Im Zuge der Übernahme durch das neue Betreiberkonsortium forderte deshalb die russische Regierung die Stadt St. Petersburg auf, 150 ha angrenzendes Land aus Stadtbesitz der neuen Flughafengesellschaft zu überschreiben. Dadurch sollen die Entwicklungsperspektiven des Flughafens deutlich verbessert werden.
Für den Neubau wurde 2007 bei einem Architekturwettbewerb ein Projekt des britischen Büros Grimshaw and Partners ausgewählt. Ende September 2010 wurde mit dem Bau des neuen Terminals begonnen und am 24. November 2010 fand in Anwesenheit von Ministerpräsident Wladimir Wladimirowitsch Putin der erste Spatenstich statt. Am 4. Dezember 2013 wurde das neue Terminal 1 schließlich eröffnet.

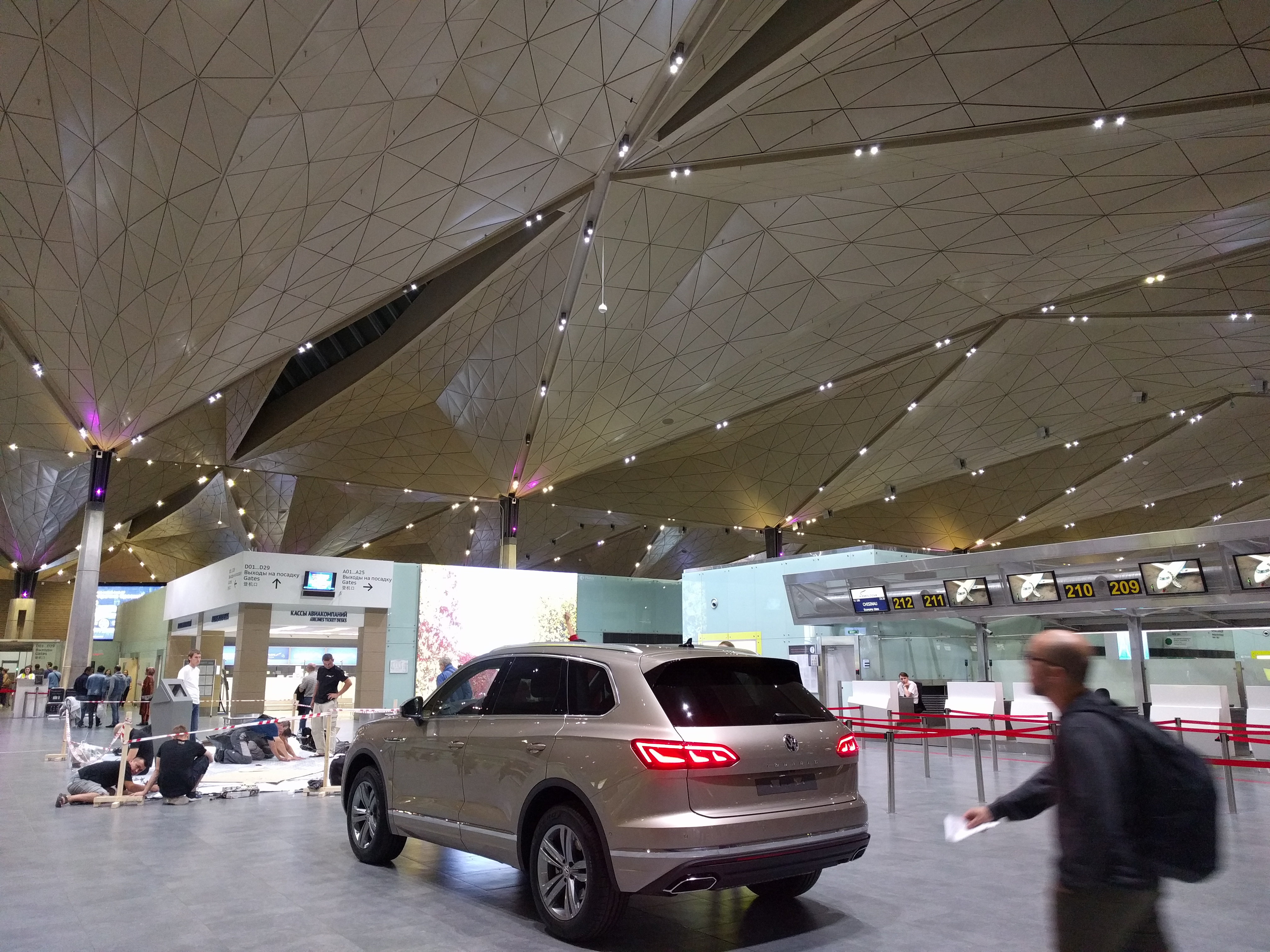
Neues Terminal

Nach einer Übergangsphase von 4 Monaten wurde am 27. März 2014 das alte internationale Terminal II vollständig geschlossen. Die letzten beiden Flüge, welche von diesem Gebäude aus abgefertigt wurden, waren 2 Maschinen der KLM und der Air France mit Ziel Amsterdam bzw. Paris. Das Gebäude soll jedoch nicht abgerissen, sondern als Reserve vorbehalten werden.
Auch das alte nationale Terminal I ist mit Stand April 2014 geschlossen. Es soll jedoch nach einer Renovierung wiedereröffnet und mit dem neuen Terminal 1 verbunden werden. Ein genauer Termin dafür ist nicht bekannt.
Im Dezember 2023 wurde der Mitbetreiber Fraport enteignet.

## Abfertigungsgebäude
Ehemalige Terminals

Die beiden ehemaligen Terminals Pulkowo-I und Pulkowo-II wurden binnen 4 Monaten nach der Fertigstellung des neuen Terminals 1 geschlossen. Von Pulkowo-1 wurden überwiegend die Inlandsflüge und die Flüge innerhalb der GUS durchgeführt. Pulkowo-2 bediente überwiegend den internationalen Flugverkehr.
Aktuelles Terminal

Am 4. Dezember 2013 wurde das neue, moderne Terminal 1 eröffnet. Es grenzt direkt an Pulkowo-I und wickelt den nationalen sowie internationalen Verkehr ab. Seit dem 28. März 2014 werden alle Flüge nur noch über das neue Terminal abgewickelt. Es ist geplant, das alte Terminal Pulkowo-I zu renovieren und an das neue Gebäude durch Bau eines Durchgangs anzuschließen.

### Kapazität
Der Flugverkehr nahm alleine in den 1990er-Jahren um 50 Prozent zu auf 4 Millionen Passagiere im Jahre 2000. Im Jahre 2005 waren es bereits 4,7 Millionen Passagiere und 2008 war Pulkowo mit 7,1 Millionen Passagieren nach den Moskauer Flughäfen Scheremetjewo und Domodedowo der drittgrößte Flughafen in der Russischen Föderation. Im Jahr 2009 wurde bedingt durch die Wirtschaftskrise und den Rückgang der Passagierzahlen auf 6,7 Millionen der Flughafen Pulkowo vom Flughafen Moskau-Wnukowo vom Platz 3 verdrängt. Im Jahr 2010 konnte aber wieder ein starkes Wachstum auf 8,44 Millionen Passagiere verzeichnet werden. Mit der Eröffnung von Terminal 1 im Dezember 2013 stieg die Kapazität des Flughafens auf 17 Millionen Passagiere pro Jahr.
Die beiden ehemaligen Terminals Pulkovo I und II verfügten über 41 Check-in-Schalter, 17 Gates, 4 Fluggastbrücken sowie 8 Gepäckbänder. Das neue Terminal 1 ist mit 88 Check-In-Schaltern und sieben Gepäckbändern ausgestattet. Zudem verfügt es über 14 Fluggastbrücken. Als Kapazität für das Frachtterminal werden 30.000 t/a bei einer Lagerfläche von 6000 m² angegeben.

## Ziele im deutschsprachigen Raum

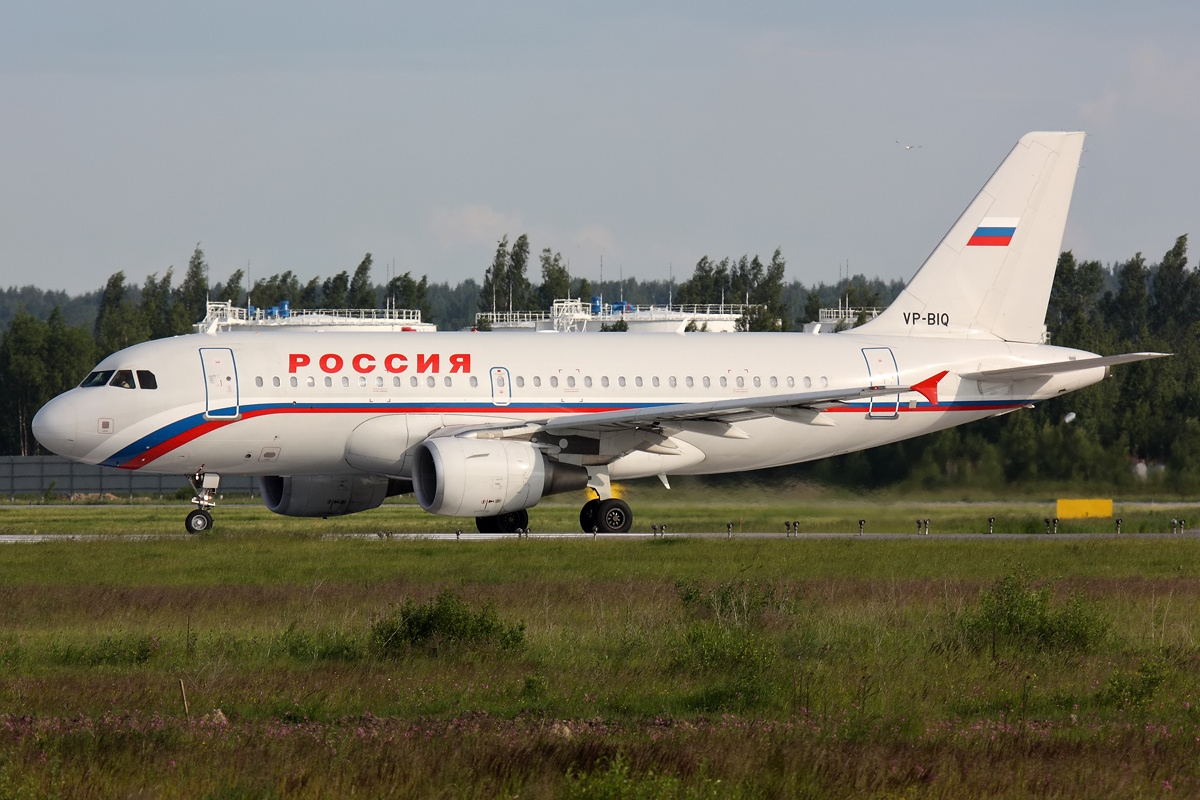
Ein Airbus A319-100 der Rossija in Sankt Petersburg

Als Reaktion auf die Schließung des EWR-Luftraums für russische Flugzeuge am 27. Februar 2022 schloss auch Russland seinen Luftraum für alle im EWR registrierten Flugzeuge. Direkte Flugverbindungen aus dem deutschsprachigen Raum bestehen deshalb nicht mehr. Die meisten Passagiere nutzen derzeit Umsteigeverbindungen über Drittstaaten (Serbien, Türkei, Katar oder VAE) um zwischen dem Europäischen Wirtschaftsraum und Sankt Petersburg zu reisen. Ebenso gängig sind Eigenanreisen per Reisebus oder PKW zum Flughafen Kaliningrad und mit anschließender Weiterreise per Inlandsflug (Stand Mai 2024).

## Verkehrszahlen
| Jahr | Fluggastaufkommen | Flugbewegungen |
| ---- | ----------------- | -------------- |
| 2018 | 18.122.286        | 165.418        |
| 2017 | 16.125.520        | 152.280        |
| 2016 | 13.265.037        | 133.062        |
| 2015 | 13.499.755        | 138.327        |
| 2014 | 14.264.732        | 147.415        |